# Ro faktor
ρ faktor (Ro faktor) je prokariotski protein koji učestvuje u terminaciji transkripcije. Ro faktor se vezuje za transkripcioni terminator, izloženi region jednolančane RNK (segment sa 72 nukleotida) iza otvorenog okvira čitanja na GC bogatim sekvencama kojima nedostaje očigledana sekundarna struktura.
Ro faktor je esencijalni transkripcioni protein kod prokariota. U bakteriji Escherichia coli, on je heksamer sa ~275 kD i identičnim podjedinicama. Svaka podjedinica sadrži domen RNK vezivanja i domen ATP hidrolize. Ro je član familije ATP zavisnih heksamernih helikaza koje deluju putem obmotavanje nukleiskih kiselina oko rascepa koji se pruža oko celokupnog heksamera. Ro funkcioniše kao pomoćni faktor za RNK polimeraze. 

## Spoljašnje veze
- Rho+Factor на 